# القضاء في إندونيسيا

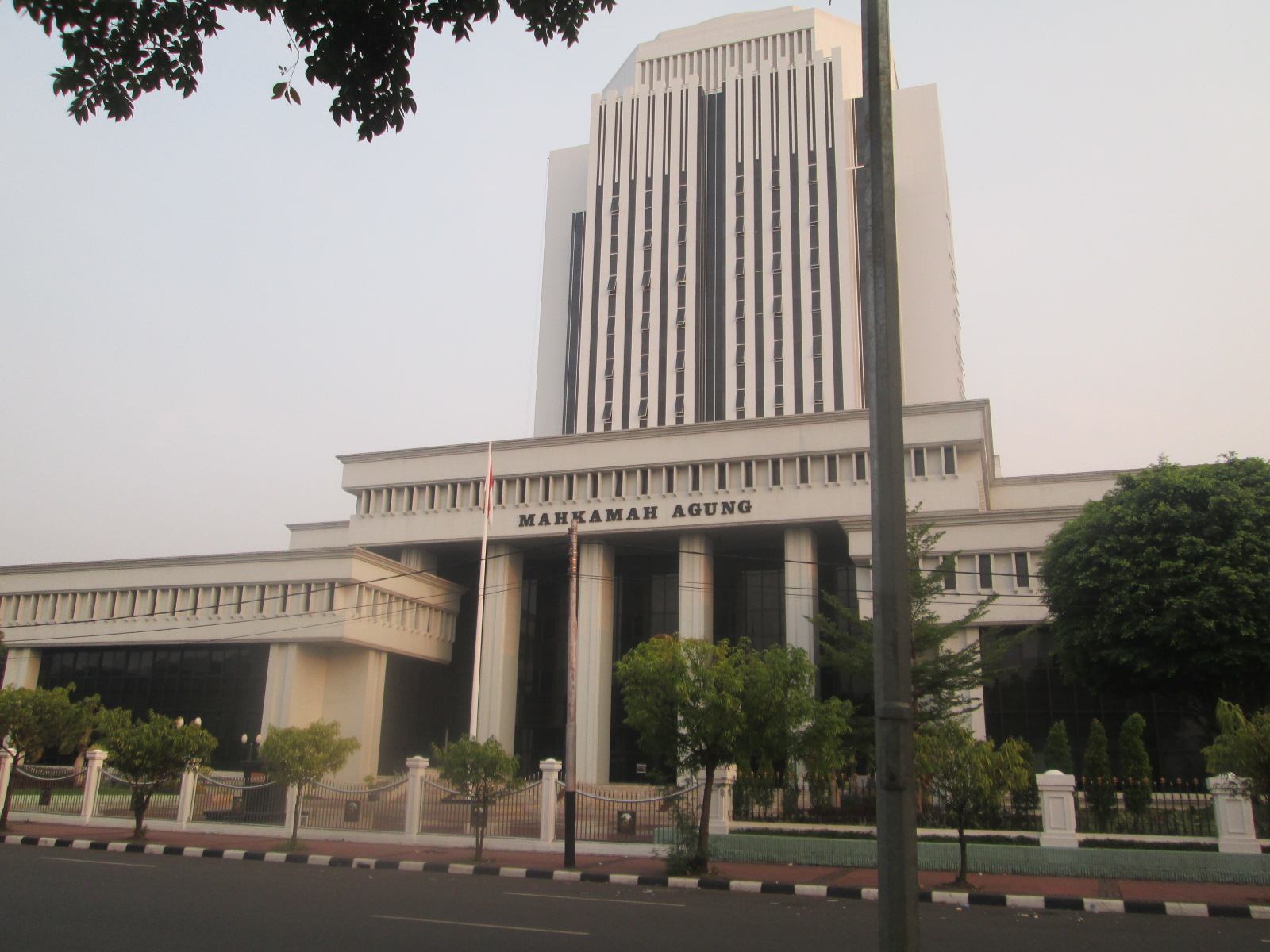
مبنى المحكمة العليا لجمهورية إندونيسيا في جاكرتا

القضاء في إندونيسيا يشمل القضاء في إندونيسيا المحكمة العليا الإندونيسية والمحكمة الدستورية الإندونيسية إلى جانب المحاكم العامة والمحاكم الدينية والمحاكم الإدارية والمحاكم العسكرية.

## المحكمة العليا
المحكمة العليا هي أعلى محكمة في إندونيسيا. وهي محكمة الاستئناف النهائية للأحكام الجنائية والمدنية. كما أنها تحل النزاعات بين المحاكم. يرأسها رئيس المحكمة العليا في إندونيسيا حاليًا محمد حتا علي. هناك اثنان من المناصب المستقلة لمنصب نائب رئيس قضاة المحكمة العليا في إندونيسيا: محمد سياريف الدين للشؤون القضائية والسوويردي للشؤون غير القضائية.

## المحكمة الدستورية
تحكم المحكمة الدستورية في المنازعات المتعلقة بدستور إندونيسيا وكذلك المسائل المتعلقة بالانتخابات والأحزاب السياسية. كبير قضاة المحكمة الدستورية الحالي في إندونيسيا هو عريف هداية، الذي حل محل حمدان زويلفا في عام 2015. تم تجريد سلف زويلفا وعقيل مختار من سلطاته بعد مزاعم بقبول الرشاوى. نائب رئيس محكمة العدل الدستورية الحالي في إندونيسيا هو أنور عثمان.

## المحاكم العامة
تتكون المحاكم العامة من محاكم المقاطعات من المستوى الأول والمحاكم العليا على مستوى الاستئناف، وبعدها يتم تقديم أي استئناف إلى المحكمة العليا. يمكنها محاكمة القضايا الجنائية والمدنية التي تنطوي على المواطنين الاندونيسيين أو المقيمين الأجانب. تتمتع محاكم الولايات بسلطة على مستوى المدينة والولاية، بينما تعمل المحاكم العليا على مستوى المقاطعة. هناك محاكم متخصصة يتم تشكيلها ضمن نظام المحاكم العامة: محاكم الأحداث، محاكم حقوق الإنسان، محاكم العمل، المحاكم التجارية، محاكم مصايد الأسماك ومحاكم مكافحة الفساد.

## المحاكم الدينية
المحاكم الدينية مخصصة للمواطنين المسلمين لحل مسائل مثل الزواج والميراث والممتلكات المتبرع بها لأغراض دينية. توجد المحاكم الدينية على مستوى المقاطعة والبلديات، ويوجد 343 من هذه المحاكم الابتدائية على مستوى الولاية أو المدينة في جميع أنحاء إندونيسيا، بما في ذلك 19 محكمة شريعة في آتشيه. على مستوى الاستئناف أصبحت المحاكم الدينية العليا الآن في المرتبة 29 (اعتبارًا من عام 2010)، بما في ذلك المحكمة الشرعية التي تم تسميتها مؤخرًا (محكمة الشريعة) في باندا آتشيه. منذ عام 2006 أصدر عدد من المقاطعات مراسيم محلية على أساس الشريعة، مما أدى إلى توسيع نطاق المحاكم الدينية.

## المحاكم الإدارية
أُنشئت المحاكم الإدارية في عام 1986 نتيجة لقانون يهدف إلى ضمان عدم معاملة الأشخاص تعسفًا من قبل المسؤولين الحكوميين أو المنظمات. تحكم المحاكم الإدارية في النزاعات التي تنطوي على مسؤولي الدولة أو الهيئات، سواء في الوسط أو في المناطق. هناك محكمة متخصصة واحدة تم إنشاؤها ضمن نظام المحاكم الإدارية هي محكمة الضرائب.

## المحاكم العسكرية
تتعامل هذه المحاكم مع القضايا المتعلقة بأفراد القوات المسلحة. تنظر المحاكم العسكرية الابتدائية (دلميل) في القضايا المتعلقة بالأفراد العسكريين الذين لا تتجاوز رتبتهم رتبة نقيب. تنظر المحاكم العسكرية العليا في الطعون المقدمة ضد قرارات محاكم دلميل الأدنى وتتصرف أيضًا كمحاكم ابتدائية في القضايا التي تشمل أفراد عسكريين برتبة رائد وما فوق. تنظر المحكمة العسكرية الابتدائية في الطعون المقدمة ضد قرارات محاكم ديميليتي، وتبت أيضًا في قضايا اختصاص المحاكم العسكرية.

## القضاة
يبت القضاة في القضايا بناءً على القانون المكتوب. إذا لم يكن هناك قانون مكتوب معمول به، ينص القانون رقم 14/1970 على أنه يجب على القضاة تطبيق قانون غير مكتوبة وتحديد القضايا بحكمة ومسؤولية كاملة تجاه الله.